# 576465 Craigwoodhams
576465 Craigwoodhams è un asteroide della fascia principale. Scoperto nel 2012, presenta un'orbita caratterizzata da un semiasse maggiore pari a 2,790800 UA e da un'eccentricità di 0,080057, inclinata di 3,379518° rispetto all'eclittica.